# Кастаньеда, Георгий
Георгий Хорхевич Кастаньеда (исп. Georgui Castañeda; род. 2 августа 1976, Мытищи) — перуанский шахматист, гроссмейстер (2009).
До 1999 года жил в России.
В составе сборной Перу участник 34-й Олимпиады (2000) в Стамбуле.
Старший тренер Русской шахматной школы.
Среди учеников чемпионы и призеры первенств Москвы, этапов кубка России, международных турниров.
Автор программ «64 шахматных легенды» и «Великие турниры прошлого».
В течение 10 лет — государственный тренер сборных Перу, воспитал ряд латиноамериканских гроссмейстеров, международных мастеров, чемпионов мира и медалистов. Преподает на русском, английском, испанском языках.

## Изменения рейтинга
| Графики недоступны из-за технических проблем. См. информацию на Фабрикаторе и на mediawiki.org. |